# Green (рэпер)
Адам Чещельский (пол. Adam Ciesielski; 16 июня 1988, Лодзь), более известный под псевдонимом Green  — польский рэпер, бывший участник групп «Phonoloftaleina» и «Popkiller Młode Wilki». Выпустил два сольных альбома.

## Биография
Адам Чещельский родился в польском городе Лодзь, откуда родом другой рэп-исполнитель Польши — Адам Островский (O.S.T.R.). Он начал заниматься рэпом с 2000-х годов, принимал участие в различных фестивалях и батлах, занимая места в первой десятке. Трижды (2006, 2008, 2009) выходил в финальную часть «Великой варшавской битвы» (пол. Wielka Bitwa Warszawska), одного из самых престижных хип-хоп турниров, все три раза занимал пятое место. В 2006 году совместно с Esej сформировал группу «Phonoloftaleina». В её составе рэпер выпустил макси-сингл «Dni» в 2007 и полноценный альбом «Spadam» в 2009 году. Позднее Green был участником «Popkiller Młode Wilki».
13 сентября 2010 года вышел дебютный сольный альбом Чещельского — «Kryptonim monolog». Помощь в записи осуществлял лейбл «Aloha Entertainment». Критики отмечали, что данный альбом оказался успешнее предыдущего: больше половины треков спродюсировал O.S.T.R., в поддержку на песни «Nie gram» и «Kryptonim monolog» были сняты видеоклипы.

<Альбом> — философское путешествие в глубины наших слабостей, убеждений и ценностей. Там нет места для моральных наставлений, но много поводов для раздумий, которые дают силы действовать и переоценить некоторые вещи. Альбом является доказательством того, что большая часть нашего мира зависит от нас самих. Вы не найдете там рецепт на лучшую жизнь, но он можете найти способы быть более сознательными ...— Рецензия на «Kryptonim Monolog»
В 2011 году Адам принял участие в записи 5 треков для сборника «Aloha 40%» В 2012 году Green присоединился к концертному туру Tabasko. 19 апреля 2013 года при сотрудничестве с «Aloha Entertainment» и «Step Records» вышел в свет второй альбом исполнителя — «Buntownicy i lojaliści». В нём 17 треков, подавляющее большинство спродюсировал Островский. В записи трека «Ekran» O.S.T.R принял участие сам вместе с Green и другим польским рэпером — Hades. «Wiecznie Live» был записан при участии  W.E.N.A. На «Dorośli», «Więcej niż nic» и «Jestem z tych» с помощью студии «Dobrekino Studio» выпущены видеоклипы. В рецензиях отмечалась двойственность данного альбома:

Концепция альбома обнаруживает ряд особенностей, которые составляют двойственную природу человека. Альбом как бы разделен на две части. Первая часть показывает модель поведения бунтовщика против всего мира, окружающих, подчёркивает отсутствие правил. Вторая часть показывает несколько тонких способов, как стать человеком лояльным, чтобы другие люди собирались вокруг тебя. — Рецензия на «BUNTOWNICY I LOJALIŚCI»
В первую неделю после выпуска альбом «Buntownicy i lojaliści» занял 22 место в официальном музыкальном чарте Польши.

## Личная жизнь
Женат. У Адама недавно родился сын, который иногда появляется вместе с ним в видеоклипах.

## Дискография

### Сольные альбомы
- 2010 — Kryptonim monolog
- 2013 — Buntownicy i lojaliści

### В составе группы «Phonoloftaleina»
- 2007 — Dni (макси-сингл)
- 2009 — Spadam

### В составе группы «Popkiller Młode Wilki»
- 2011 — Na Front

## Видеография
- 2010 — Nie gram;
- 2010 — Kryptonim monolog;
- 2013 — Dorośli;
- 2013 — Więcej niż nic;
- 2013 — Jestem z tych;
- 2013 — Wiecznie live (ft. W.E.N.A., prod. O.S.T.R.);
- 2013 — Słaby Punkt (Sensi ft. Green, Hades, prod. O.S.T.R);
- 2013 — Rap na osiedlu (O.S.T.R. & Hades feat. Rakraczej, Kas, Zorak, Green, Sughar)[9].